# Blestemul lui Frankenstein
The Curse of Frankenstein este un film britanic din 1957, primul din seria Hammer. Este regizat de Terence Fisher și este vag bazat pe romanul Frankenstein (1818) de Mary Shelley.. Rolurile principale sunt interpretate de actorii Peter Cushing și Christopher Lee.

## Distribuție
- Peter Cushing - Victor Frankenstein
- Christopher Lee - the Creature
- Hazel Court - Elizabeth
- Robert Urquhart - Dr. Paul Krempe
- Valerie Gaunt - Justine
- Noel Hood - Aunt Sophia
- Melvyn Hayes - Young Victor
- Paul Hardtmuth - Professor Bernstein
- Fred Johnson - Grandpa

## Vezi și
- Listă de filme de groază din 1957
- Listă de filme britanice din 1957
- Listă de filme cu Frankenstein